# 케이엠더블유
케이엠더블유(KMW)는 이동통신 기지국용 부품/장비 전문 제조업체이다. 외국인 지분율은 6.9%이다.

## 논란
중부지방국세청으로부터 세무조사를 받고 98억2355만원의 추징금을 부과받은 바 있다
주주배정 유상증자 방식으로 손자회사인 플루오린코리아 지원한 바 있다

## 참고문헌
1. ↑  최현서, '전 직원 사표 소문' 케이엠더블유, 직원 300명 미만 '뚝', 더벨, 2024년 8월 22일
2. ↑  케이엠더블유-이베스트투자증권 분석보고서
3. ↑  이승겸, 케이엠더블유, 세무조사 추징금 98억…자기자본의 4.1%, 일간국세신문, 2023년 8월 14일
4. ↑  BGF, 케이엔더블유 인수 첫 투자 '반도체 특수가스', 거래 사이트, 2023년 8월 10일
5. ↑  비지에프에코머티리얼즈 "케이엔더블유 주식 500억에 추가취득", 인포맥스, 2023년 5월 25일